# France services
Une France services est une structure qui combine accueil physique et accompagnement numérique, et qui regroupe en un même lieu plusieurs services publics. En septembre 2024, il en existe 2 840, où environ 7 000 conseillers sont à l'écoute des usagers. Elles sont réparties sur l'ensemble du territoire et accessibles à moins de 30 min par la population. Créée par la loi NOTRe, France services fut appelée dans un premier temps Maison de services au public (MSAP), et renommée France services au cours de l'année 2019. Depuis la loi 3DS, les France services disposent d'un statut législatif.
L’objectif est de permettre à l’ensemble des habitants d’accéder à un service de proximité ou de bénéficier d’un accompagnement administratif sur de nombreuses thématiques de la vie quotidienne : emploi, retraite, famille, social, santé, logement, énergie, services postaux, accès au droit, par exemple.
Les maisons France services sont animées par des conseillers France services qui assurent un accompagnement administratif de premier niveau, et qui sont pour cela formés par les partenaires du lieu, qui sont a minima la Direction générale des Finances publiques, la Caisse d'allocations familiales, la Caisse nationale d'assurance vieillesse, la Caisse nationale de l'assurance maladie, l'Agence nationale des titres sécurisés, Pôle emploi, la Mutualité sociale agricole, La Poste, et le ministère de la Justice.
Ces maisons peuvent être adossées à une collectivité ou une entreprise ou s'institutionnaliser sous forme d'association ou de groupement d'intérêt public (GIP).
Les maisons France services ont un panel d’organismes minimum plus grand que les Maisons de services au public et seront au nombre de 2 750 à horizon fin 2023.
Ces institutions s'inscrivent dans le mouvement du « service public maison », un service public organisé par la mutualisation, qui a pour fonction d’assurer l’accessibilité et l’adaptation de services regroupés. Les maisons France services, aux côtés des maisons de l'État ou des maisons de justice et du droit, entrent ainsi dans un élan de développement des services de proximité. Toutes ces structures témoignent d'une transformation de l'État.

## Services offerts

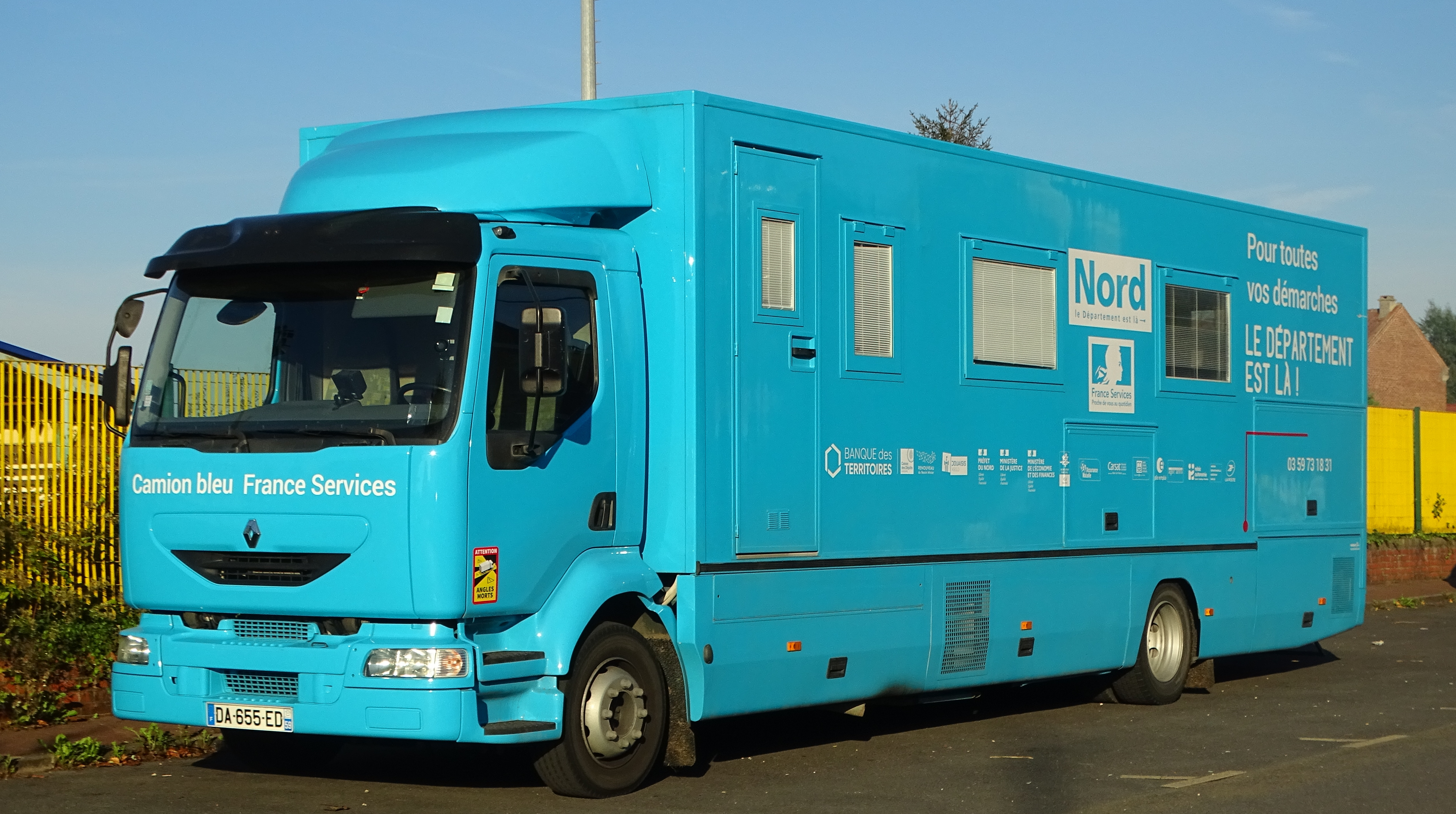
Camion France services stationné rue Achille-Andris à Somain, dans le Nord.

L’étendue de la palette de services offerts varie d’une maison France services à l’autre, en fonction des besoins identifiés sur le territoire, pour servir au mieux la population.
Il existe toutefois un « socle de services » commun :
- accueillir, informer et orienter ;
- aider à l’utilisation des services en ligne des partenaires de la Maison[10] ;
- venir en appui administratif (aide à la compréhension des éléments demandés, vérification de la recevabilité d’un dossier…) ;
- faciliter la mise en relation avec certains organismes (aide à la prise de rendez-vous physique, téléphonique, visio).

Un outil cartographique et/ou de géolocalisation permet aux habitants/usagers de trouver la Maison la plus proche, d’en consulter les informations pratiques ainsi que les services délivrés.
Il est intéressant de noter que les maisons de services au public et les maisons France services mutualisent des administrations avec des acteurs privés (par exemple des associations).

## Historique

### L’expérimentation «plus de services au public»
Expérimenté de 2010 à 2013 dans 22 départements, le dispositif « plus de services au public » a permis de développer environ 200 actions sur le terrain, qui visaient majoritairement la création ou le renforcement de la mutualisation de l’offre de services dans des lieux spécifiques.
En outre, elle a permis de rassembler tous les grands opérateurs chargés de missions de service public autour de cet enjeu d’accessibilité et d'ouvrir une large réflexion sur l'accessibilité des services à tous, et les moyens à mettre en œuvre pour y parvenir. L’importance de la technologie numérique, la nécessité de former les agents à de nouvelles missions, l’intérêt de la géolocalisation des services rendus par les opérateurs sont autant de chantiers qui ont pu être ouverts grâce à l’expérimentation.
C’est à partir de cette expérimentation, que la généralisation de la politique publique visant à développer un réseau de Maisons de services au public a pu être généralisée.
Lors de son discours devant le Congrès des maires, le 19 novembre 2013, le Premier ministre a annoncé la généralisation de ce dispositif expérimental avec l’objectif de 1000 Maisons de services au public d'ici fin 2016. En 2018, le réseau recense 1 281 implantations labellisées.
Des véhicules comme des camions ou des camping-cars sont utilisés pour se rendre dans des zones plus reculées.

### Le droit d’accéder aux services est inscrit dans la loi
L’accessibilité des services au public est l’un des principaux enjeux en matière d’égalité des territoires.
Le déploiement des maisons de services au public en zone rurale, urbaine ou périurbaine s’inscrit dans une politique publique globale qui vise trois principaux objectifs :
- réduire les inégalités sociales et territoriales dans l’accès aux services ;
- organiser la mutualisation des services ;
- améliorer la qualité de services aux citoyens.

Ce principe a fait l’objet d’un texte de loi l’article 100 de la loi NOTRe (nouvelle organisation territoriale de la république).

## Les acteurs du programme

### L'Agence nationale de la cohésion des territoires (ANCT)
L'Agence nationale de la cohésion des territoires (ANCT) pilote la politique publique d’accessibilité aux services, définit les conditions d’octroi du financement, et coordonne les acteurs du programme.

### La Caisse des Dépôts
Impliquée dès 2010 dans l’expérimentation « + de services », la Caisse des Dépôts a été mandatée pour assurer l’animation nationale du réseau des Maisons de services au public. Dans ce cadre, elle intervient sur quatre grands volets : l’aide à la mise en place du programme et à son évaluation, l’appui au déploiement, l’animation du réseau et enfin la communication.

### Les opérateurs nationaux
Au nombre de sept, ils se sont mobilisés pour favoriser l’implantation des Maisons de services au public qui délivrent des services pour leur compte. La CNAF, la CNAM, la CNAV, GRDF, La Poste, la MSA et Pôle emploi ont matérialisé leur appui par la constitution d’un fonds inter-opérateurs abondé à hauteur de 20 millions d’euros, qui vient doubler l’effort initial de l’État.

### La Poste
La Poste a un statut particulier puisqu’elle peut aussi être un « porteur de projet » et accueillir des activités « Maison de services au public » au sein de certains de ses bureaux de Poste situés en zone rurale et de montagne.

### L'Union nationale des PIMMS (Point Information Médiation Multi Services)

Logo des PIMMS

Cette association intervient dans le champ du déploiement et dans le champ de la formation: elle participe à la formation des agents-médiateurs qui délivrent les services dans les Maisons.

## L'ancien label «Maison de services au public»

Logo Maison de services au public.

La référence « Maison de services au public » était attribué par l’État aux espaces mutualisés de services au public qui en font la demande, après une instruction effectuée par la préfecture du département.
L’objectif de ce « label » est de reconnaître et de valoriser des initiatives locales de regroupement de services publics et au public, en fonction des besoins des habitants. Les « Maisons de services au public » s’inscrivent dans la continuité des « Relais Services Publics » (RSP)) mis en place dès 2006. Avec le projet de loi de Nouvelle Organisation Territoriale de la République, le label RSP évolue et prend le nom de Maison de services au public.
Combinant accueil, orientation par un agent et accès aux outils numérique, la Maison de service au public délivre de fait des prestations extrêmement variées, avec un socle commun lié à l’emploi et aux aides sociales.
Ce dispositif a vocation à s’adresser à tous les publics et est ouvert à l’ensemble des territoires de métropole et d’outre-mer, aussi bien dans les territoires ruraux qu’urbains.
En plus du socle de services initial décrit plus haut, le label est également garant de certains critères :
- une adéquation de l’offre de services délivrée avec les besoins et attentes des habitants et, en tout état de cause, parmi les opérateurs signataires, au moins deux opérateurs du champ de l’emploi et/ou de l’aide sociale ;
- une ouverture régulière minimum de 24 heures par semaine sur l’ensemble des prestations prévues, et en cohérence avec les besoins des habitants et les rythmes de vie du territoire ;
- un animateur-agent d’accueil formé par chacun des opérateurs partenaire de la Maison pour le compte duquel il délivre un service ;
- un local comportant un point d’attente assise et un espace confidentiel afin de garantir de bonnes conditions d’entretien ;
- une couverture numérique minimale permettant l’utilisation de l’équipement mis à la disposition des publics.

En 2020 les « Maisons de services au public » deviennent des « France services » .

## Le label «Maison France services»

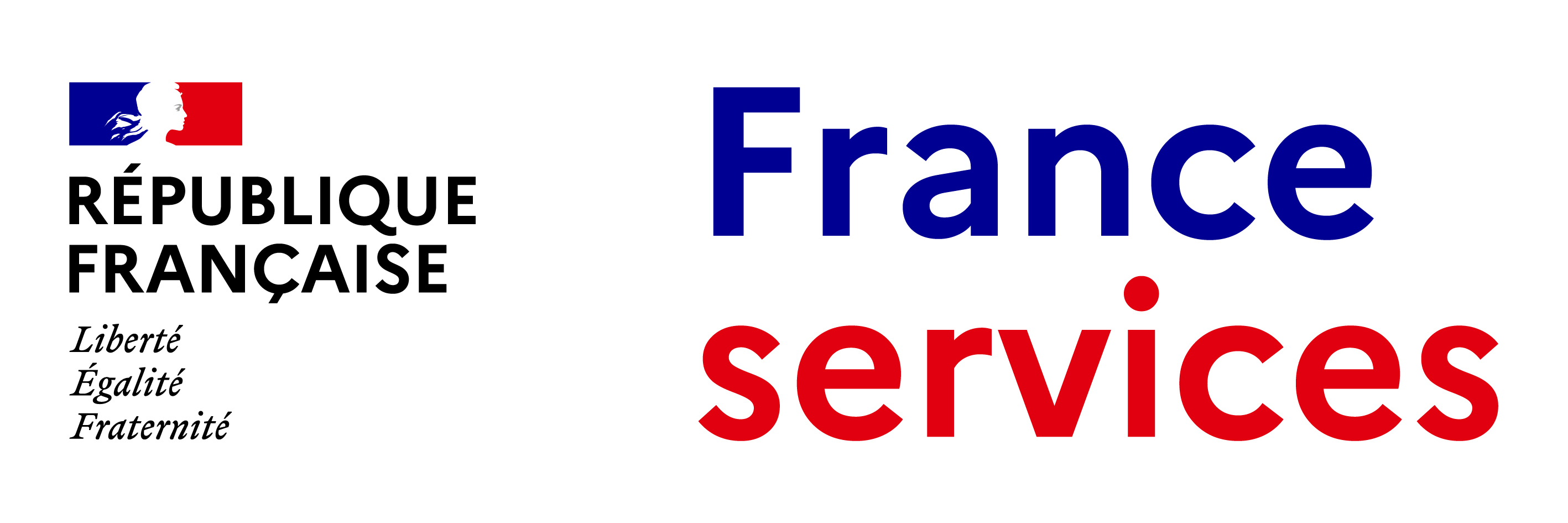
Logo des Maison France services

Depuis la loi 3DS (art. 160), les Maisons France services disposent d'un statut législatif et remplacent les maisons de services au public. Celles-ci répondent à un nouveau label qui impose des contraintes plus importantes en termes d'accessibilité et d'adaptation. L'administration prévoit d'ouvrir une maison par canton d'ici 2022 et prescrit des heures d'ouverture minimales selon les besoins des populations ainsi qu'une communication de qualité.

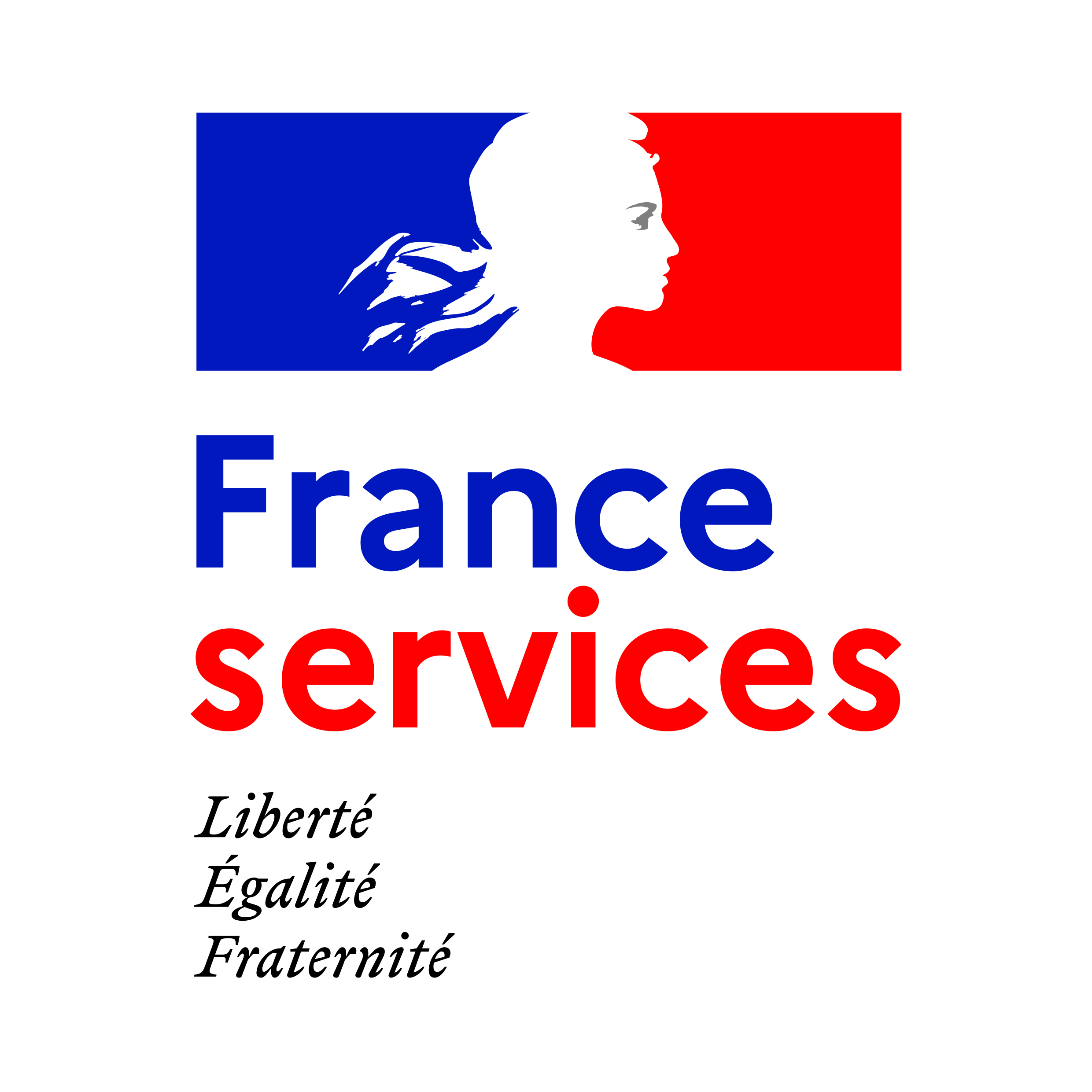
Autre logo de France services

Le label rehausse aussi le nombre de services exigés dans chaque maison : le ministère de l’Intérieur, le ministère de la Justice, la DGFIP, la CNAM, la CNAV, le Pôle emploi, la CAF, la MSA et La Poste.

## Échos
En février 2019, 1 676 maisons sont ouvertes ou en cours d'ouverture.
Divers reportages vidéo décrivent le dispositif,,,. Les départements mettent en ligne des informations sur les maisons de services au public. Les presses locales rendent également compte de l'ouverture des maisons de service,,,,,,,,,.

## Sources
- Ministère de la cohésion des territoires et des relations avec les collectivités territoriales (archives), « 1 000 maisons de services au public d’ici 2017 », 6 février 2015, mis à jour le 22 mai 2015 (consulté le 23 juin 2016)
- Ministère du logement, de l’égalité des territoires et de la ruralité, « Les maisons de services au public : des services de qualité, partout, pour tous », 24 juin 2015 (consulté le 23 juin 2016)
- Jean-Marc Joannès, « Les maisons de services au public : un « objectif de présence territoriale » », La Gazette des communes, 2 mai 2013 (consulté le 23 juin 2016)
- Ministère de la cohésion des territoires, « Maisons de Services au Public (MSAP) », Observatoire des territoires, 3 mars 2016 (consulté le 23 juin 2016)
- Assemblée des communautés de France, « Objectif 1000 maisons de services au public », sur www.adcf.org, 6 février 2015 (consulté le 23 juin 2016)
- Sevice-Public.fr, « Maisons de services au public : un portail pour trouver celles qui sont près de chez vous », sur service-public.fr (consulté le 23 juin 2016)
- Commissariat général à l'égalité des territoires, « Maisons de services au public », sur www.cget.gouv.fr (consulté le 23 juin 2016)
- France TV info, « La maison de services au public ramène Pôle emploi, La Poste et la Caf dans les zones rurales », 24 juin 2015 (consulté le 23 juin 2016)
- Evan Lagune, Le concept de service public maison : étude sur la transformation de l'État, Harmattan, coll. « Logiques Juridiques », 2021, 272 p. (ISBN 978-2-343-23057-3 et 2-343-23057-9, présentation en ligne).